# Letnie Grand Prix w skokach narciarskich w Lahti
Letnie Grand Prix w skokach narciarskich w Lahti rozegrano tylko w 2002 roku – 6 i 7 września. Zawody odbyły się na dużej skoczni Salpausselkä, która rok wcześniej gościła Mistrzostwa świata w narciarstwie klasycznym. Oba konkursy wygrał Andreas Widhölzl, który zdominował tamten cykl (560 punktów na 600 możliwych do zdobycia, 5 wygranych i jedna 3. lokata). 2 razy drugi był Fin Janne Ahonen. Trzecie miejsce podzielili kolejni dwaj Austriacy – w 1. konkursie zajął je Martin Koch, a w drugim – Martin Höllwarth. Polacy zajęli dalekie miejsca – jedynie Robert Mateja zdobył w Finlandii punkty – był 28. i 30. Adam Małysz przed konkursem doznał kontuzji kolana i nie wystartował.

## Podium poszczególnych konkursów LGP w Lahti
| Lp | Data      | Uwagi | 1. miejsce       | 2. miejsce   | 3. miejsce       |
| -- | --------- | ----- | ---------------- | ------------ | ---------------- |
| 1. | 6.09.2002 | -     | Andreas Widhölzl | Janne Ahonen | Martin Koch      |
| 2. | 7.09.2002 | -     | Andreas Widhölzl | Janne Ahonen | Martin Höllwarth |